# إيرينا هيراشتشينكو
إيرينا إيهوريفنا هيراشتشينكو (الأوكرانية: Ирина Ихоривна Гераšченко، من مواليد 10 مارس 1995) هي لاعبة قفز عالي أوكرانية، فازت بالميدالية البرونزية في القفز العالي في دورة الألعاب الأولمبية الصيفية 2024، سبق لها التنافس في دورة الألعاب الأولمبية الصيفية 2016 وحصلت على المركز العاشر، ودورة الألعاب الأولمبية الصيفية 2020 وحلت في المركز الرابع.
يبلغ أفضل رقم شخصي لها هو 2.00 متر في الهواء الطلق، ورقم 1.98 متر في الأماكن المغلقة.

## روابط خارجية
- إيرينا هيراشتشينكو في موقع أوليمبيديا